# Brandin Knight
Brandin Adar Knight (Livingston, 16 dicembre 1981) è un ex cestista e allenatore di pallacanestro statunitense.
È il fratello minore di Brevin Knight.

## Palmarès
- Campione NBDL (2004)
- Migliore nelle palle recuperate NBDL (2004)